# Faro Almirante Brown
El Faro Almirante Brown es un faro no habitado de la Armada Argentina que se encuentra en la ubicación 42°13′00″S 64°15′00″O / -42.21667, -64.25000 en la costa del Golfo San Matías, en la Punta Buenos Aires al norte de la Península Valdés, en el Departamento Biedma, en la Provincia del Chubut, Argentina.
Su nombre recuerda al buque del mismo nombre y a Guillermo Brown, primer almirante de la fuerza naval de la Argentina. El comandante de la división Cruceros, Contraalmirante D. Juan M. Carranza en una nota dirigida al Comandante en Jefe de la Escuadra de Mar del 27 de noviembre de 1945, menciona la importancia de instalar una baliza en el golfo San Matías. En la misma mencionó que la señal debería llevar el nombre del Crucero A.R.A. "Almirante Brown".
El faro consiste en una torre cuadrangular de hormigón armado que tiene una altura de 5 metros. La cara orientada hacia el mar está pintada a franjas horizontales rojas y blancas con un cuadrado rojo en el centro. Originalmente, funcionó con un equipo luminoso alimentado por una fuente de acumuladores de gas acetileno, que le daba un alcance de 15,3 millas. Posteriormente fue modernizado siguiendo las tendencias mundiales en materia de señalizaciones marítimas, por lo que se cambió por un equipo de energía solar fotovoltaica con paneles solares y baterías, lográndose un alcance nominal de 10,2 millas náuticas.